# Plebejus orestes
Plebejus orestes är en fjärilsart som beskrevs av Johannes Karl Max Röber 1886. Plebejus orestes ingår i släktet Plebejus och familjen juvelvingar. Inga underarter finns listade i Catalogue of Life.